# Провост-Чалкли, Доминик
Доминик Провост-Чалкли (англ. Dominique Provost-Chalkley; род. 24 марта 1990) — британская актриса.

## Ранние годы
Провост-Чалкли родилась в Бристоле, в семье британца и франкоговорящей уроженки Канады. Она начала танцевать в возрасте 4 лет и после этого обнаружила у себя страсть ко всем исполнительским искусствам. Обучалась актёрскому мастерству, пению и всем жанрам танцев, чтобы стать универсальным исполнителем.

## Карьера
В 16 лет Доминик окончила школу и поступила на 3 года в колледж «Laine Theatre Arts», где до окончания обучения сумела обеспечить себе участие в Вест-Энде в мюзикле «Грязные танцы». В нём она сыграла альтернативную Бэби Хаусман в возрасте 19 лет.
Карьеру в кино и на телевидении начала в 2008 году, снявшись в молодёжном сериале Высшая школа «Британниа».
Фильм Дом Терпимости (2012) был первым полнометражным фильмом Доминик.
Затем Доминик принимала участие в Вест-Энде в мюзикле «Вива Форевер» на основе песни «Spice Girls» (2012–2013).
В 2015 году они сыграли Зринку в голливудском блокбастере «Мстители: Эра Альтрона».
В 2017 году она сыграла второстепенную роль в художественном фильме «Кармилла», основанном на популярном одноимённом веб-сериале.
Самыми известными её киноработами являются фантастический боевик «Мстители: Эра Альтрона» и мистический сериал «Вайнона Эрп».

## Личная жизнь
В марте 2020 года Провост-Чалкли совершила каминг-аут как квир.

## Фильмография

### Кино
| Год  | Русское название       | Оригинальное название   | Роль                    | Примечания             |
| ---- | ---------------------- | ----------------------- | ----------------------- | ---------------------- |
| 2012 | Дом терпимости         | The Seasoning House     | Ваня                    |                        |
| 2015 | Мстители: Эра Альтрона | Avengers: Age Of Ultron | Зринка                  |                        |
| 2016 |                        | Cannonball              | Марли в возрасте 16 лет | Короткометражный фильм |
| 2017 |                        | Beautiful Devils        | Эмми                    |                        |
| 2017 | Кармилла               | The Carmilla Movie      | Эль                     |                        |
| 2017 |                        | Buckout Road            | Клео Харрис             |                        |
| 2018 |                        | Eat Jeremy              | Джули                   | Короткометражный фильм |
| 2019 |                        | Season of Love          | Сью                     |                        |

### Телевидение
| Год       | Русское название         | Оригинальное название | Роль            | Примечания                     |
| --------- | ------------------------ | --------------------- | --------------- | ------------------------------ |
| 2008      | Высшая школа «Британниа» | Britannia High        | танцовщица      | Повторяющаяся роль, 8 эпизодов |
| 2012      | Полуночный зверь         | The Midnight Beast    | Дженни          | Эпизод: «Boyband»              |
| 2016—2021 | Вайнона Эрп              | Wynonna Earp          | Вэйверли Эрп    | Регулярная роль, 37 эпизодов   |
| 2016      | Расследование Мердока    | Murdoch Mysteries     | Элизабет Этерли | Гостевая роль, 2 эпизода       |
| 2017      | Не стучи                 | Neverknock            | Грейс           | Телевизионный фильм            |
| 2017      | 12 обезьян               | 12 Monkeys            | Арианна         | Эпизод: «Mother»               |
| 2018      | Семейные узы             | Separated at Birth    | Терри Маршалл   | Телевизионный фильм            |